# Michael Künzle

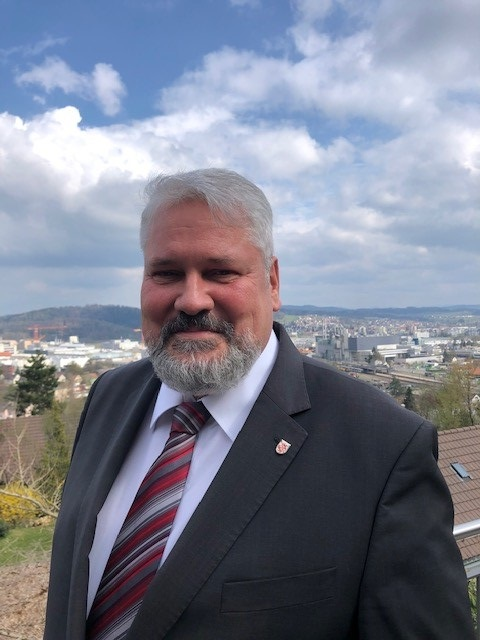
Michael Künzle (2021)

Michael «Mike» Künzle (* 5. März 1965 in Kilchberg ZH) ist ein Schweizer Politiker (Die Mitte, vormals CVP). Er ist seit 2012 Stadtpräsident von Winterthur.

## Politik
Michael Künzle gehört seit 1996 der CVP Winterthur an, die sich seit April 2021 Die Mitte Stadt Winterthur nennt. Seine politische Karriere begann in Oberwinterthur, wo er ab 1996 für zehn Jahre die Kreispartei präsidierte. 1999 erfolgte die Wahl in den Grossen Gemeinderat (Legislative) von Winterthur. Ab 2001 war er dort Fraktionspräsident der CVP. 2005 stellte ihn die Partei zum Kandidaten für den Stadtratssitz von Hans Hollenstein (CVP) auf, welcher in den Zürcher Regierungsrat gewählt worden war. Im Juli 2005 setzte sich Künzle im zweiten Wahlgang gegen Marlies Bänziger (Grüne) durch. 2006 und 2010 wurde Künzle, der das Departement Sicherheit und Umwelt bekleidete, im Amt bestätigt. Am 17. Juni 2012 erfolgte mit 15'104 Stimmen die Wahl ins Stadtpräsidium für den zurückgetretenen Ernst Wohlwend (SP). Künzles einzige Konkurrentin Yvonne Beutler (SP) erreichte 7937 Stimmen, sie zog neu in den Stadtrat ein. Nach zehn Jahren unter sozialdemokratischer Führung wechselte das Winterthurer Stadtpräsidium zurück in bürgerliche Hände. Künzle wurde 2014, 2018 und 2022 wieder gewählt.
Künzle gilt als konsensorientiert, gewerbefreundlich und volksnah. Seinen Stadtratswahlkampf bestritt er mit dem Versprechen, das Bevölkerungswachstum zu verlangsamen und sich für mehr Arbeitsplätze zu engagieren. Schwerpunkte setzt Künzle bei der Wirtschafts- und der Sicherheitspolitik und beim Versuch, die Stadtfinanzen langfristig ins Gleichgewicht zu bringen. So tritt er für eine wirtschaftsfreundliche Parkplatzpolitik ein sowie für den Bau eines neuen Hauptquartiers für die Stadtpolizei Winterthur und lancierte als Stadtpräsident zwei Sparprogramme. Zuständig für die Kultur hat er zudem die Erarbeitung und Umsetzung eines neuen Kulturleitbildes, eines neuen Museumskonzepts sowie die Ausarbeitung der Kultursubventionen in seiner politischen Agenda.
Er gehört diversen Vereinen und Verbänden an, darunter dem Hauseigentümerverband, der Offiziersgesellschaft und der Herrenstuben-Gesellschaft zu Winterthur.

## Ausbildung und frühere Tätigkeiten
Michael Künzle ist in Kloten aufgewachsen, an der Kantonsschule Zürcher Unterland in Bülach erlangte er 1985 die Matura (Typus B, mit Latein). Er studierte Rechtswissenschaften an der Universität Zürich und schloss 1992 mit dem Lizenziat ab. Nach drei Jahren als Assistent auf der Forschungsstelle für Rechtsgeschichte der Universität Zürich war er juristischer Sekretär am Bezirksgericht Winterthur, anschliessend juristischer Sekretär bei der Bezirksanwaltschaft Winterthur und von 2001 bis 2004 Bezirksanwalt in Dielsdorf. Am 1. Januar 2005 trat er eine Stelle als Staatsanwalt an, die er nach seiner Wahl in den Stadtrat von Winterthur im Juli 2005 wieder aufgab. In der Schweizer Armee bekleidete Künzle zuletzt den Rang eines Majors.

## Privatleben
Michael Künzle ist verheiratet und Vater von vier Kindern. Die Familie wohnt in Oberwinterthur.